# Бугари
Бугари (буг. българи) су јужнословенски народ, који претежно живи у Бугарској, где чини око 85 % становништва.
Бугари су већином православне вероисповести, али има их и муслимана и католика. Бугари исламске вероисповести су познати под именом Помаци.
Бугарски језик припада словенској групи индоевропске породице језика.
Бугара према проценама има укупно од 7 до 9 милиона, а највише у Бугарској, око 6 милиона.

## Етногенеза
Бугари потичу од народа веома различитог порекла и броја, и стога су резултат ефекта „топљења у лонцу”. Главни етнички елементи који су се спојили да би произвели модерног бугарског етницитета су:
- Трачани — староседелачки древни балкански индоевропски народ, од кога су задржани културни и етнички елементи;[30][31][32]
- Стари Словени — индоевропска група племена која су мигрирала из источне Европе на Балкан у периоду 6-7. века и наметнули свој језик и културу локалним трачким, римским и грчким заједницама.
- Прабугари — полуномадски конгломерат племена из централне Азије који су стигли у 7. веку, удружили су се са локалним словенским и славенизираним становништвом, организовали су раносредњовековну бугарску државност и завештали свој етноним модерној бугарској нацији, док су се на крају асимилирали у локално словенско становништво.[33][34]

## Историја
Прво бугарско царство основано је у 681. години. Након усвајања православног хришћанства 864. године постало је један од културних центара словенске Европе. Његову водећу културну позицију била је консолидована са проналаском ћирилског писма у престоници Преславу уочи 10. стољећа. Развој старословенске писмености у земљи имала је ефекат спречавања асимилације Јужних Словена у суседне културе, а такође је стимулисао развој посебног етничког идентитета. Симбиоза је изведена између бројчано слабих Прабугара и бројних словенских племена на том широком подручју од Дунава на сјевера, до Егејског мора на југу, од Јадранског мора на запада, до Црног мора на истоку, који су прихватили заједнички етноним „Бугари”. Током 10. века Бугари су успоставили облик националног идентитета који је био далеко од модерног национализма, али им је помогао да преживе као посебан ентитет током векова.
Године 1018. Бугарска је изгубила независност и остала византијски предмет све до 1185. године, када је створено Друго бугарско царство. Ипак, крајем 14. века османлије су освојиле цијелу Бугарску. Према османском систему, хришћани су сматрани разредом класом људима. Тако су Бугари, као и други хришћани, били подвргнути великим порезима, а мали део бугарског становништва доживело је делимичну или потпуну исламизацију. Православни хришћани су били укључени у специфичну етно-верску заједницу под именом Рум Милет. За обичне људе, припадници ове православне заједнице постали су важнији од њиховог етничког порекла. Ова заједница постала је и основни облик друштвене организације и извор идентитета за све етничке групе унутар ње. На овај начин, етноними су се ретко користили и између 15. и 19. века, већина локалног становништва постепено се почела идентифицирати као хришћани. Међутим, јавно-духовно свештенство у неким изолованим манастирима још увек су задржали препознатљив бугарски идентитет у животу, што му је помогло да преживе претежно у руралним, удаљеним подручјима. Упркос процесу етно-верске фузије међу православним хришћанима, снажна националистичка осећања упорна су у католичкој заједници у северозападном делу земље. У то доба, међу интелигенцијом и урбаним становништвом догодио се процес делимичне хеленизације, што је резултат вишег статуса грчке културе и грчке православне цркве међу балканским хришћанима. Током друге половине 18. века Просветитељство у западној Европи дало је утицај на покретање националног буђења Бугарске 1762. године.
Неки Бугари су подржавали руску војску када су прешли Дунав средином 18. века. Русија је радила на томе да их убеди да се усељавају у подручја која су је недавно освојили, посебно у Бесарабији. Као посљедица тога, насељавали су се многи бугарски колонисти, а касније су формирали два војна пука, у склопу руске војне колонизације подручја у 1759—1763.

### Бугарски национални покрет
Током руско-турских ратова (1806—1812) и (1828—1829) бугарски емигранти су формирали војску бугарских земљака и придружили се руској војсци, надајући се да ће Русија донети бугарско ослобођење, али су њени империјални интереси тада били усмерени на Грчку и Влашку. Успон национализма под Османским царством довео је до борбе за културну и верску аутономију бугарског народа. Бугари су желели да имају своје школе и литургију на бугарском и била им је потребна независна црквена организација. Незадовољни надмоћношћу грчког православног свештенства, борба је почела да се распламсава у неколико бугарских епархија 1820-их.
Тек 1850-их Бугари су започели сврсисходну борбу против Цариградске патријаршије. Борба између Бугара и грчких фанариота интензивирала се током 1860-их. 1861. године Ватикан и османска влада признале су посебну бугарску унијатску цркву. Како су грчки свештеници избачени из већине бугарских епископија крајем деценије, значајна подручја су отцепљена од патријаршијске контроле. Овај покрет обновио је изразиту бугарску националну свест код обичног народа и довео до тога да су Османлије 1870. године признали Бугарски милет. Као резултат тога, два покрета оружане борбе почела су да се развијају већ почетком 1870-их: Унутрашња револуционарна организација и Бугарски револуционарни централни комитет. Њихова оружана борба достигла је врхунац са Априлским устанком који је избио 1876. године. Резултат је био руско-турски рат (1877—1878) и довео је до
оснивања треће бугарске државе након Санстефанског споразума. Питање бугарског национализма добило је већи значај након Берлинског конгреса, који је вратио регионе Македоније и Адријанопоља под контролу Османског царства. Такође је у Северној Тракији створена аутономна османска провинција, звана Источна Румелија. Као последица тога, бугарски национални покрет прогласио је својим циљем укључивање већине
Македоније, Тракије и Мезије под Велику Бугарску.
Источна Румелија припојена је Бугарској 1885. године бескрвном револуцијом. Током раних 1890-их основане су две пробугарске револуционарне организације: Унутрашња македонско-једренска револуционарна организација и Врховни македонско-једренски комитет. 1903. године учествовали су у неуспелом Илинден-Преображењском устанку против Османлија у Македонији и Адријанопољском вилајету. Тада су македонски Словени идентификовани претежно као Бугари, а значајна бугарофилска осећања трајала су међу њима до краја Другог светског рата.
Почетком 20. века контрола над Македонијом постала је кључна тачка спора између Бугарске, Грчке и Србије, које су водиле Први балкански рат (1912—1913) и Други балкански рат (1913). За ово подручје додатно се водила борба током Првог светског рата (1915—1918) и Другог светског рата (1941—1944).

## Број и удео

### Пописи становништва
Број и удео бугара, према попису становништва у Бугарској током година:
| Година | Удео (%) | Број      |
| 1900   | 77.1     | 2 888 219 |
| 1905   | 79.4     | 3 203 810 |
| 1910   | 81.1     | 3 518 756 |
| 1920   | 83.3     | 4 036 056 |
| 1926   | 83.2     | 4 557 706 |
| 1934   | 85.6     | 5 204 217 |
| 1946   | 84.0     | 5 903 580 |
| 1956   | 85.5     | 6 506 541 |
| 1965   | 87.9     | 7 231 243 |
| 1975   | 90.9     | 7 930 024 |
| 1992   | 85.7     | 7 271 185 |
| 2001   | 83.9     | 6 655 210 |
| 2011   | 76.9     | 5 664 624 |

Број и удео бугара, према попису становништва у Бугарској током година, по области:
| Област                | Број      | Број      | Удео (%) | Удео (%) |
| Област                | 2001      | 2011      | 2001     | 2011     |
| Укупан                | 6.655.210 | 5.664.624 | 83.9     | 76.9     |
| --------------------- | --------- | --------- | -------- | -------- |
| Благоевградска област | 286.491   | 251.097   | 83.97    | 77.60    |
| Бургаска област       | 338.625   | 298.128   | 79.94    | 71.69    |
| Варненска област      | 393.884   | 371.048   | 85.25    | 78.10    |
| Великотрновска област | 259.099   | 211.353   | 88.37    | 81.76    |
| Видинска област       | 118.543   | 86.802    | 91.13    | 85.92    |
| Врачанска област      | 223.692   | 151.183   | 92.04    | 80.91    |
| Габровска област      | 131.494   | 106.406   | 91.23    | 86.71    |
| Добричка област       | 164.204   | 131.114   | 76.29    | 69.12    |
| Јамболска област      | 140.240   | 106.884   | 89.85    | 81.31    |
| Крџалијска област     | 55.939    | 39.519    | 34.10    | 25.86    |
| Ловечка област        | 152.194   | 118.346   | 89.55    | 83.68    |
| Монтанска област      | 157.507   | 123.820   | 86.41    | 83.60    |
| Пазарџичка област     | 261.260   | 206.110   | 84.08    | 74.80    |
| Перничка област       | 145.642   | 120.929   | 97.20    | 90.55    |
| Плевенска област      | 280.475   | 219.612   | 89.90    | 81.41    |
| Пловдивска област     | 621.338   | 540.303   | 86.80    | 79.10    |
| Разградска област     | 67.069    | 49.229    | 44.00    | 39.32    |
| Русенска област       | 213.408   | 176.413   | 80.18    | 74.98    |
| Силистранска област   | 84.178    | 64.050    | 59.28    | 53.60    |
| Сливенска област      | 163.188   | 132.697   | 74.69    | 67.19    |
| Смољанска област      | 122.806   | 86.847    | 87.67    | 71.33    |
| Софијска област       | 253.536   | 210.974   | 92.78    | 85.24    |
| Софија                | 1.124.240 | 1.136.433 | 96.01    | 87.98    |
| Старозагорска област  | 319.379   | 265.618   | 86.17    | 79.70    |
| Трговишка област      | 76.294    | 58.371    | 55.41    | 48.31    |
| Ћустендилска област   | 152.644   | 121.351   | 93.91    | 88.78    |
| Хасковска област      | 224.757   | 180.541   | 80.99    | 73.31    |
| Хасковска област      | 123.084   | 99.446    | 60.22    | 55.08    |